# 대연 힐스테이트푸르지오
대연 힐스테이트푸르지오(영어: Daeyeon Hillstate Prugio)는 대한민국 부산광역시 남구 대연동에 위치한 대단지 아파트이다. 부산의 문현금융단지 등의 혁신도시로 이전해오는 공기업 직원들의 보금자리 역할을 위해 건설된 아파트이며, 공기업 직원들에게 하는 특별분양이 우선적으로 실시된 후 일반분양이 실시되었다. 시공사는 대우건설과 현대건설이지만, 시행사는 공기업인 부산도시공사이며, 그렇다보니 일반분양과 특별분양 둘 다 분양가는 당시 분양했던 아파트들 중 상대적으로 낮은 가격에 분양되었다.
15개의동 및 상업시설으로 구성되어있다. 부산의 혁신도시 사업중 하나인 대연혁신지구가 이곳이며, 2300여세대의 아파트, 주상복합, 원룸형 오피스텔로 이루어져 있다. 힐스테이트, 푸르지오, 두 브랜드의 아파트가 한 단지를 이루고 있다. 101동부터 112동까지는 아파트이며 113동/114동은 주상복합, 115동은 원룸형 오피스텔이다.
주변에 경성대학교와 부경대학교 등 대학교가 2개나 위치하고 있어 아파트 주위가 번화가에 속하는 지역이다.